# Ana Karolina Lannes
Ana Karolina Lannes (Sapucaia do Sul, 11 de maio de 2000) é uma atriz brasileira.

## Vida pessoal
Quando sua mãe faleceu, quando a atriz tinha apenas quatro anos, ela passou a viver com seu tio Fábio Lopes e o companheiro dele, o dermatologista João Paulo Afonso.
Em uma entrevista ao portal Uol, em 2013, Ana Karolina disse que enfrentava preconceitos e fofocas por ser criada por um casal homossexual. Na entrevista, que teve bastante repercussão nas redes sociais na época, a atriz diz:
| “ | Chorei ao ouvir um locutor do Rio criticar meus pais. Falou da minha vida, me magoou, disse que eu seria uma criança frustrada, com problemas psicológicos pois não era normal uma criança, desde pequena, ter pais homossexuais. Que seria prejudicial para saúde e que era inevitável que eu fosse lésbica. Ainda colocaram entrevistas com pessoas com a mesma opinião. Não é justo o que fizeram comigo. | ” |

Em 2017 passou a chamar atenção da mídia nacional brasileira, por estar muito magra, bem diferente de suas últimas personagens mirins para a televisão e o cinema que ela interpretou. Em entrevistas, afirmou estar em processo de reeducação alimentar.
Em 2018 assumiu-se lésbica, mas informa que isso não teve a ver com sua criação, ficando muito chateada quando associam sua sexualidade ao fato de ter sido criada por um casal gay. Atualmente Ana trabalha como DJ em uma boate LGBT de Campo Grande e cursa Artes cênicas na Universidade Estadual do Mato Grosso do sul, onde reside.

## Carreira
Estreou na televisão em 2007 na novela Duas Caras, da Rede Globo, com sete anos. Em seguida, em 2008, ela atuou em Ciranda de Pedra (2008), também da emissora. Em 2012, viveu a personagem Ágata, filha da vilã Carminha, vivida por Adriana Esteves em Avenida Brasil.
Em 2013 estreou no cinema vivendo a personagem Marcelina (criança) ao lado do ator Paulo Gustavo no filme 'Minha Mãe é uma Peça'.

## Filmografia

### Trabalhos na televisão
| Ano       | Título                      | Personagem                                          | Nota             | Emissora   |
| --------- | --------------------------- | --------------------------------------------------- | ---------------- | ---------- |
| 2007-2008 | Duas Caras                  | Sofia Alves Negroponte                              |                  | Rede Globo |
| 2008      | Ciranda de Pedra            | Lindalva Carmelo                                    |                  | Rede Globo |
| 2010      | Tempos Modernos             | Maria Eugênia Cordeiro Bodanski / Nelinha (criança) |                  | Rede Globo |
| 2012      | Avenida Brasil              | Ágata Moreira Araújo de Oliveira                    |                  | Rede Globo |
| 2022      | Não Foi Minha Culpa: Brasil | Mary Lee                                            |                  | Star+      |
| 2023      | B.A: O Futuro Está Morto    | Cor                                                 | Elenco principal | HBO Max    |

### Cinema
| Longas & Curta-metragens | Longas & Curta-metragens       | Longas & Curta-metragens | Longas & Curta-metragens |
| Ano                      | Título                         | Papel                    | Ref                      |
| ------------------------ | ------------------------------ | ------------------------ | ------------------------ |
| 2013                     | Minha Mãe É uma Peça - O Filme | Marcelina (criança)      | [ 7 ]                    |

## Prêmios e indicações
| Prêmios & indicações | Prêmios & indicações      | Prêmios & indicações  | Prêmios & indicações             | Prêmios & indicações | Prêmios & indicações |
| Ano                  | Prêmio                    | Categoria             | Trabalho indicado                | Resultado            | Ref                  |
| -------------------- | ------------------------- | --------------------- | -------------------------------- | -------------------- | -------------------- |
| 2011                 | Prêmio Contigo! de TV     | Melhor Atriz Infantil | Maria Eugênia em Tempos Modernos | Indicada             |                      |
| 2012                 | Prêmio Extra de Televisão | Revelação Infantil    | Ágata em Avenida Brasil          | Indicada             |                      |
| 2012                 | Prêmio Noveleiros         | Melhor Ator Mirim     | Ágata em Avenida Brasil          | Indicada             |                      |
| 2013                 | Prêmio Contigo! de TV     | Melhor Atriz Infantil | Ágata em Avenida Brasil          | Indicada             | [ 8 ] [ 9 ]          |